# شجرة عائلة الأسرة المصرية التاسعة

### مقدمة
تُعدّ الأسرة التاسعة (حوالي 2160–2130 ق.م) أول سلاسل ملوك الإسكندرية المنبثقة عن هيراكليوبوليس الكبرى في مطلع العصر الانتقالي الأول، وقد تأسست عقب الإطاحة بعجائز الأسرة الثامنة خلال صراع دموي عكسته المصادر اليونانية على لسان مانيتو، الذي وصف مؤسسها “أختويس” بأنه أشدّ بطشًا من أسلافه قبل أن يفقد عقله ويُفتَرض أنه قُتل على يد تمساح.

### التاريخ
شهدت الأسرة التاسعة فترة تشرذم سياسيّ وغياب توحيد فعلي لمصر، إذ حكم ملوكها من هيراكليوبوليس الكبرى على أجزاء من الدلتا والوجه البحري، بينما ظهرت سلطة نواب الأقاليم (النومارخات) أقوى في الصعيد.
تُظهر بعض النقوش أن المناوشات مع الملوك الطيبين استمرت طيلة حكم الأسرة، وأن النشاطات التجارية والتنقيبية لم تتوقف إلا بدرجة محدودة، بينما لا تزال القرائن الأثرية على الأعمال الحجرية نادرة للغاية.

### شجرة العائلة (تقريبية)
```
Meryibre Khety – “Achthoes” (المؤسس)
├── Nebkaure Khety
└── Wahkare Khety

```

– يستند اسم الأسرة إلى لقب “بيت ختي” الذي تكرر في أسماء ملوكها.
– أُشير إلى ملوكين فقط بأسمائهما في معطيات أركيولوجية واضحة؛ هما مريإيبري ختي ونيبكاوري ختي.

### ملوك الأسرة وأفراد بارزون

#### مريإيبري ختي (Meryibre Khety) – “أختويس”
- يُعتقد أنه المؤسس الحقيقي للأسرة التاسعة وحُكمه بدءًا من نحو 2160 ق.م؛ وصُورت بطشًا بالغًا في نصوص مانيتو اليونانية[1].
- تعرف عليه تجارياً عبر بضع آثار معدنية وجزء من قناع خشبي اكتُشف جنوبي طيبة[4].

#### نيبكاوري ختي (Nebkaure Khety)
- ثاني ملوك الأسرة، وثّق اسمه على شظايا من أحجار مبانٍ دينية في هيراكليوبوليس الكبرى[6].
- يُرجّح أنه حكم نحو عقد من الزمان، واستمرّ في سياق النزاعات الداخلية مع الصعيديين[3].

#### وحقاري ختي (Wahkare Khety) – “من بيت ختي” (افتراضي)
- قد يكون ختي الثالث أو الرابع في التسلسل، ويُنسب إليه تسمية الأسرة في بعض المصادر اليونانية والهيروغليفية[7].
- تظهر مراسيم محلية من إدفو أن نواب الأقاليم تعاملوا معه كملك معترف به رسميًا[8].

### إرث الأسرة
مثلّت الأسرة التاسعة انتقال السلطة من مركزية ممفيس إلى تعددية السلطات المحلية، وأرست ملامح النزاع بين هيراكليوبوليس وطيبة، بما مهّد لسلالات الأسرتين العاشرة والحادية عشرة وقيام الدولة الوسطى لاحقًا.

## أنظر أيضًا
- قائمة ملوك مصر القديمة
- قائمة الأسر الملكية المصرية
- الأسرة المصرية التاسعة